# Fedeli all'amore
Fedeli all'amore (보라! 데보라?, Bo-ra! DeborahLR), noto anche con il titolo internazionale True to Love, è un drama coreano del 2023.

## Trama
Yeon Bo-ra ha raggiunto il successo scrivendo un romanzo incentrato sull'amore e i suoi molteplici aspetti, utilizzando il nome d'arte di "Deborah"; la ragazza è diventata con il tempo una seguitissima influencer che dispensa consigli romantici. Ben presto le convinzioni di Deborah si trovano però a dover affrontare la realtà, in particolare il tradimento del fidanzato e la comparsa di un nuovo uomo nella sua vita, Soo-hyuk. 